# Rote Liste der gefährdeten einheimischen Nutzpflanzen in Deutschland
Die Rote Liste der gefährdeten einheimischen Nutzpflanzen in Deutschland ist eine von der Bundesanstalt für Landwirtschaft und Ernährung seit 2009 herausgegebene und seither mehrfach überarbeitete Liste einheimischer Nutzpflanzen, deren Bestand oder Erhaltung gefährdet ist.
Die Diversität der angebauten Nutzpflanzen ist weltweit im 20. Jahrhundert stark zurückgegangen. Damit ging sowohl eine Ressource genetischer Vielfalt verloren, als auch regionale kulturelle Traditionen der Herstellung pflanzlicher Lebensmittel und anderer aus Pflanzenrohstoffen gewonnener Erzeugnisse. Die Rote Liste dient als Hilfsmittel, um auf die Gefährdung zahlreicher einheimischer Sorten aufmerksam zu machen und Maßnahmen zur Erhaltung und Nutzung pflanzengenetischer Vielfalt zu unterstützen. Die Rote Liste umfasst alle Artengruppen von einheimischen Nutzpflanzen und deren Sorten, Landsorten und Varietäten, die in Deutschland an lokale Bedingungen angepasst und von Bedeutung waren.
Die Grundlage der Liste bilden Meldungen der Landwirtschaftsbehörden der Bundesländer, Vorschläge verschiedener Experten, eine vom Bundesforschungsinstitut für Kulturpflanzen, dem Julius Kühn-Institut (JKI), erstellte Liste der vorhandenen Akzessionen in den Genbanken des Leibniz-Institut für Pflanzengenetik und Kulturpflanzenforschung (IPK) und des JKI, sowie die Sortenliste der Deutschen Genbank Obst. Die Rote Liste wird laufend überprüft und gegebenenfalls angepasst.
Diese Liste enthält vor allem deutsche Sorten, inklusive Neuzüchtungen und Sorten, die einen soziokulturellen, lokalen oder historischen Bezug zu Deutschland haben. Sorten mit bestehendem Sortenschutz sind von der Aufnahme in die Liste ausgeschlossen.